# Lagerhäuser von Bercy

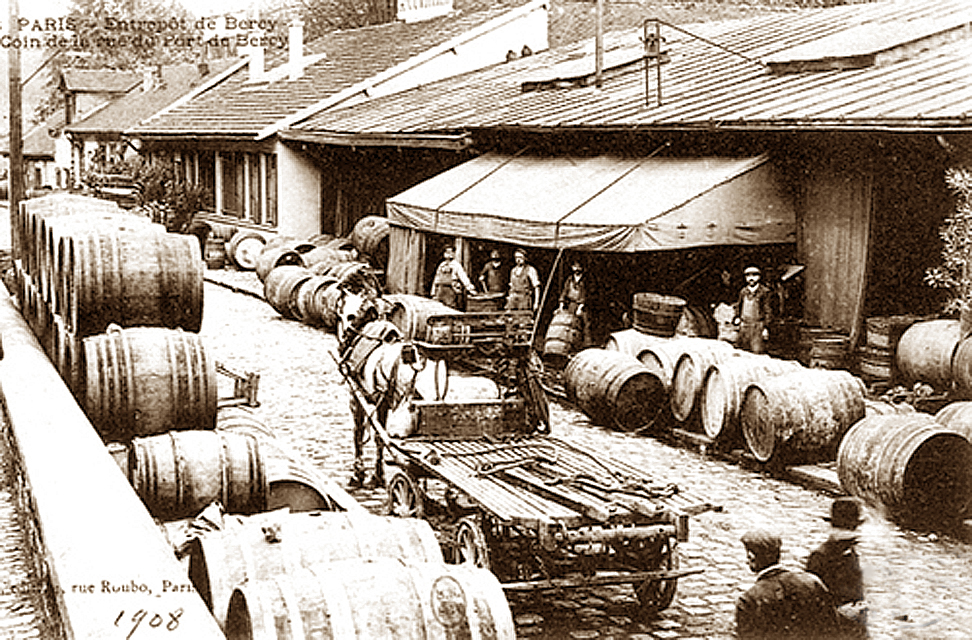
Lagerhäuser von Bercy um 1908

Die Lagerhäuser von Bercy französisch Entrepôts de Bercy waren ein den Weinhändlern vorbehaltener Komplex im Pariser Stadtviertel Bercy am Rande des 12. Arrondissement. Dieser an der Seine gelegene Bereich empfing, lagerte und verteilte Weine und Spirituosen.

## Geschichte

### Ursprung und Entwicklung
Um 1800 wurden auf dem Gut von La Rapée (auf dem Gelände des heutigen Sportzentrums von Bercy) außerhalb der Barrière de la Rapée an der Mauer der Generalpächter Lagerhäuser eingerichtet, die es ermöglichten, dass die Weine keinem Oktroy unterlagen.
Diese Lagerhäuser vergrößerte sich in den folgenden Jahren oberhalb des ehemaligen Guts von La Rapée auf dem Gelände von Parks und Gärten, die sich bis zum Ufer der Seine hinter den Vergnügungshäusern an der Rue de Bercy erstreckten; die Anwesen wurden Ende des 18. Jahrhunderts von ihren Besitzern verlassen.
M. de Chabons, Bürgermeister der Gemeinde Bercy, erwarb 1809 das Anwesen Petit Château und richtete dort Weinkeller und eine Küferei ein. Dieser Komplex wurde 1815 von Louis Gallois (Nachfolger von Herrn de Chabons als Bürgermeister von Bercy) gekauft, der die Keller vergrößerte und das Gelände unterteilte. Die Hauptstraße bekam den Namen Rue Gallois und den Nebenstraßen gab er die Vornamen von Mitgliedern seiner Familie.
Baron Louis, Finanzminister, schuf ab 1819 durch eine von ihm gegründete Gesellschaft Lagerhäuser auf dem ihm gehörenden flussaufwärts liegenden Gelände zwischen dem Anwesen Petit Château und der Rue de la Grange aux Merciers (Standort des heutigen Cour Saint-Émilion).
Die 1820 durch einen Brand zerstörten Lagerhäuser wurden wieder aufgebaut.
Die prächtigen Privatvillen in der Rue de Bercy und in den Parks verschwanden in der ersten Hälfte des 19. Jahrhunderts, und die Materialien wurden für den Bau der Keller verwendet.

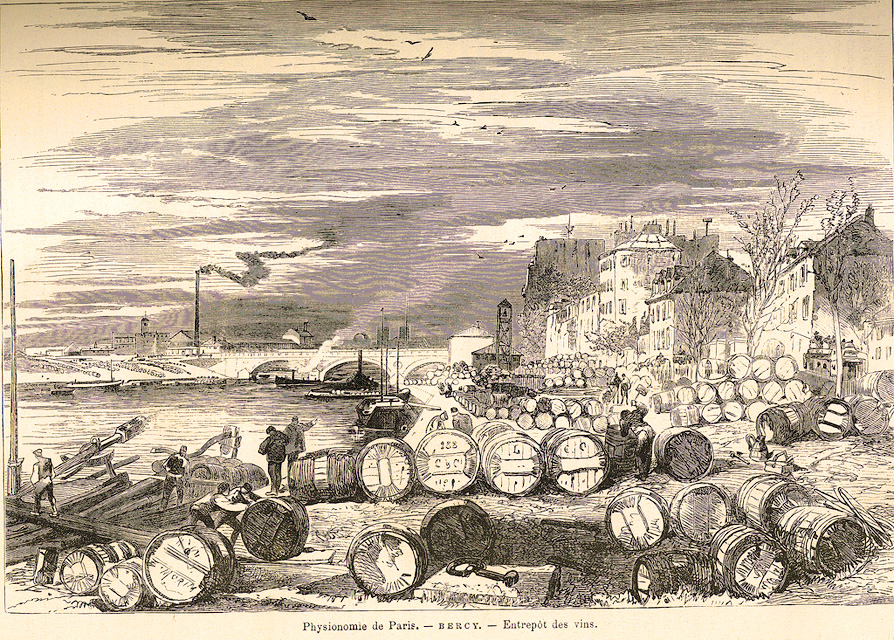
Der Hafen von Bercy, Mitte 14. Jahrhundert

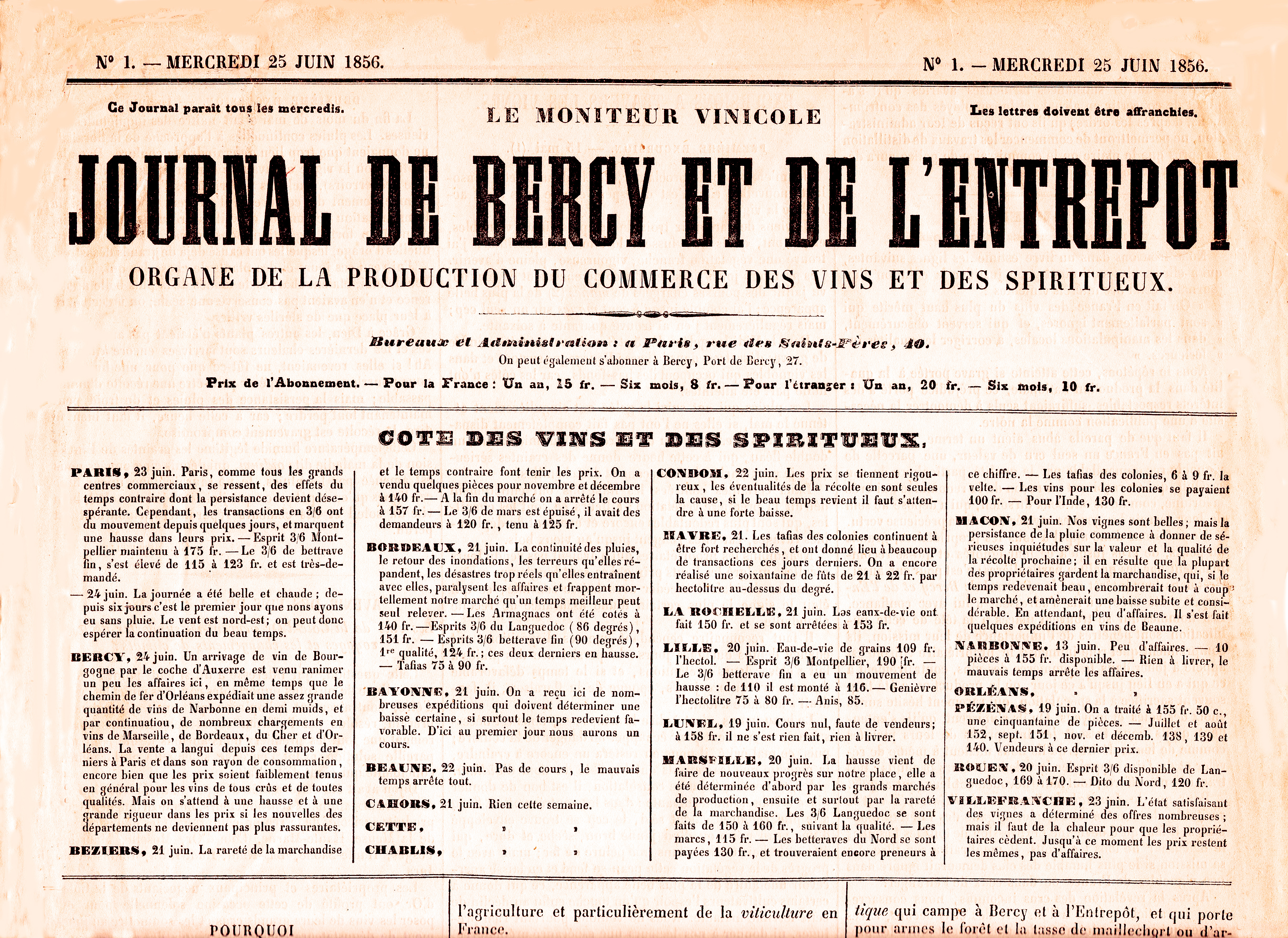
Le Journal de Bercy et de l'Entrepôt. Le Moniteur vinicole, No 1, 25. Juni 1856

Die Fässer, die mit Booten auf der Seine in der Hauptstadt ankamen, wurden im Hafen von Bercy entladen und in den Kellern von Bercy gelagert.
Die verwendeten Maßeinheiten blieben die des Ancien Régime, die sehr unterschiedlich waren. Die Weinhändler von Paris beklagten sich hierüber in ihrer neu geschaffenen Wochenzeitung Le Journal de Bercy et de l'Entrepôt. Le Moniteur vinicole startete eine an Napoleon III. gerichtete Petition, die am 6. Oktober 1856 veröffentlicht wurde. Der Kaiser wurde aufgefordert, „die Einheit der Weinmaße“ und die Anwendung des metrischen Systems auf Behälter, deren Volumen „variierte von einem Weinanbaugebiet in ein anderes und oft im selben Departement“. Die Petenten erklärten, dass sie sich jedes Jahr um etwa 1.000.000 Hektoliter betrogen fühlten und drängten auf die Anwendung der Gesetze von 1793, 1812 und 1837.
Der Schienenverkehr entwickelte sich mit der Eröffnung der Eisenbahnlinie von Paris nach Lyon im Jahr 1849 und der Einrichtung des Bahnhofs Bercy, der über Abzweigungen ein Netz innerhalb des Lagergebiets bediente, das aus 9,48 km Gleis mit 42 Drehscheiben bestand. Am Anfang wurde Wein aus der Provence, dem Süden, dem Rhonetal und dem Burgund in Fässern auf Flachwagen transportiert.
Der Weinkonsum in Paris nahm zu. Er stieg von 1.000.000 Hektolitern im Jahr 1800 auf 3.550.000 im Jahr 1865.
Obwohl zwischen 1811 und 1845 eine neue Weinmarkthalle errichtet wurde, reichten die Lagerkapazitäten nicht aus, um mit diesem Verbrauch und der Entwicklung des Schienenverkehrs Schritt zu halten.

### Die Übernahme von Lagerhäusern durch die Stadt Paris
Im Jahr 1860 wurde die bis dahin unabhängige Gemeinde Bercy aufgelöst und zwischen Paris und Charenton aufgeteilt.
Da der Zoll (Oktroy) auf das Gebiet innerhalb der Thierssche Stadtbefestigung verschoben wurde, hätten die in Paris gelegenen Lagerhäuser grundsätzlich sofort den hier geltenden Weinzöllen unterliegen müssen, doch die Behörden beschlossen, eine Übergangsregelung für einen Zeitraum von zehn Jahren anzuwenden.
Der Deutsch-Französische Krieg verschob diese Frist bis zu einer Überschwemmung im Jahr 1876, die die Stadt Paris dazu veranlasste, das Areal zurückzukaufen. Da die Kaufleute bisher ihre Steuern dort zahlten, wo ihre Kellereien standen, musste dies neu geregelt werden, was per Dekret vom 6. August 1877 geschah: Die Lagerhäuser wurden Eigentum der Stadt Paris und den Händlern wurden Konzessionen gewährt.
Das Projekt der Stadt, alle Weinkeller unter der Leitung von Viollet-le-Duc wieder aufzubauen, wird teilweise umgesetzt.
Das Gelände wurde enteignet und die Lagerhäuser wurden 1877 bis zum Rand des Bahnhofs La Rapée südwestlich der Rue Nicolaï (ehemalige Rue de la Grange aux Merciers) erweitert, die zu einer Werksstraße wurde und als Transitstraße verschwand.
Dieser Teil umfasst das Gelände des ehemaligen Anwesens Pâté Pâris (zwischen dieser Straße und der heutigen Avenue des Terroirs de France), wo eine 1825 erbaute Kavalleriekaserne abgerissen wurde. Auf diesem Teil werden neue Gebäude errichtet, was auch zur Verlegung des Abschnitts der Rue de Bercy vom Place de l'église de Bercy (Place Lachambeaudie) zur Rue Nicolaï führt.
Die Häuser am Quai de Bercy, darunter Guingettes und Restaurants, das Berühmteste ist Le Rocher de Cancale, wurden ebenso zerstört wie Gebäude von architektonischem und historischem Interesse, das Pâté-Pâris und das Petit château de Bercy. Auf beiden Seiten der Rue de Dijon (heute Rue Joseph Kessel) am Eingang zur Pont de Tolbiac wurden zwei Pavillons errichtet.
Das Ganze, umgeben von 3 Meter hohen Zäunen, ist geteilt durch der am gleichen Tag eröffnete Rue de Dijon (heute Rue Joseph-Kessel), die Viertel Petit Bercy flussabwärts und Grand Bercy flussaufwärts. Um Überschwemmungen zu vermeiden, wurde der Quai de Bercy auf 8,70 Meter über den Stand des Niedrigwassers von 1658 angehoben.
Zwischen Kai und Lagerbereich werden 8 Verbindungskorridore und 4 Treppenhäuser sowie 101 Keller unter den Lagerhallen, die am Ufer liegen, errichtet.
Das Projekt, alle Keller wieder aufzubauen, wurde jedoch aufgegeben. Die Stadt beschränkte sich darauf, die alten Gebäude oder unbebaute Grundstücke an die Kaufleute zu vermieten, die dann die Möglichkeit hatten, die Keller und andere Einrichtungen zu errichten, was dem Viertel Petit Bercy zwischen der Rue de Dijon und dem Boulevard de Bercy ein malerisches Aussehen verlieh, zumal die Bäume erhalten geblieben sind.
Ein Teil der regelmäßigeren und einheitlicheren Gebäude, die die Stadt Paris zu dieser Zeit in Grand Bercy errichtete, ist erhalten geblieben: Cour Saint-Émilion und der Komplex zwischen Rue Lheureux, Rue des Pirogues de Bercy, Rue Baron Le Roy und Avenue des Terroirs de France, wo sich das Musée des Arts Forains und die Bäckerei- und Konditoreischule befinden.

### Der Höhepunkt des Wohlstands

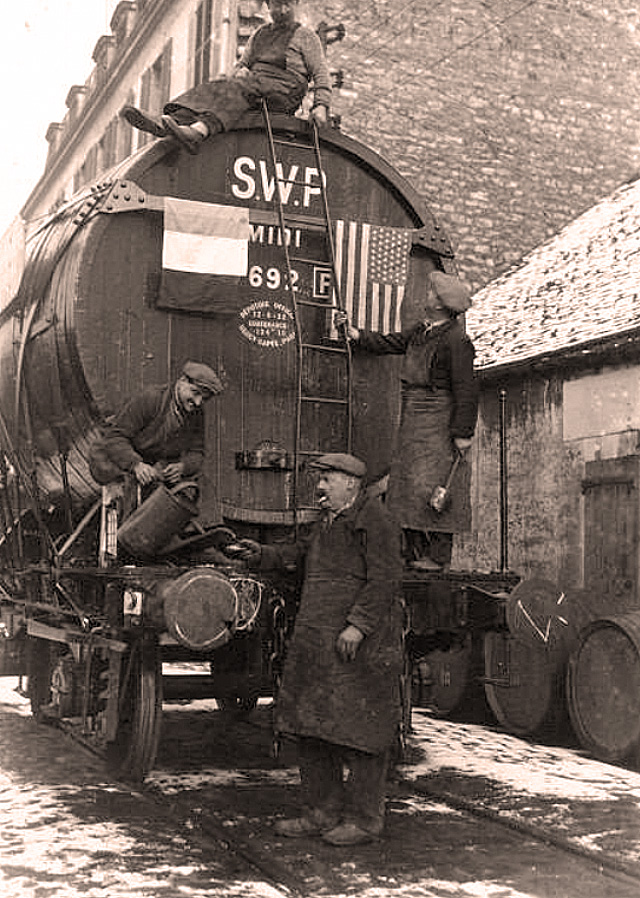
In den Lagerhäusern von Bercy wird auf einem Weinfasswagon die Abschaffung der Prohibition in den Vereinigten Staaten im Jahr 1933 gefeiert.

Zwischen 1875 und 1914 erfolgte fast der gesamte Weintransport über die Eisenbahn. Die Fässer wurden durch Weinfasswagen ersetzt (20.000 waren 1910 im Einsatz und weitere 8.850 im Jahr 1945). Die Transporte im Gelände wurden von Pferdfuhrwerke und später durch Kleinlokomotive der Firma Latil. Zur Erinnerung an dieses Netz sind die Schienen im Parc de Bercy noch vorhanden.
Der Transport verlagert sich mehr auf das Wasser. Die Schiffe, die Weine aus Algerien, Spanien und Portugal transportieren, werden in Rouen auf Lastkähne entladen, die die Seine hinauf zum Hafen von Bercy fahren, wobei der Schienen- und Seeverkehr in der Zwischenkriegszeit gleichwertig waren, bevor sich ab den 1950er Jahren der Straßentransport entwickelte.
Auf dem Gebiet galten eigene Regeln. Die Gemeinschaft von Händler und Angestellten lebte halb autark, mit Dienstleistungen in der Nähe, einer Schule, der Église Notre-Dame-de-la-Nativité de Bercy und einem Postamt.
Am 9. August 1905 verabschiedete das Parlament ein Gesetz, das die großen Weinhändler von Paris verpflichtete, sowohl im Lagerhaus von Bercy und als auch in der Weinmarkthalle ein Geschäft zu unterhalten. Bis zum Beginn des 20. Jahrhunderts behielten die beiden Pariser Lagerhäuser eine annähernd gleiche Bedeutung. Aber die Spezialisierung der Hallen von Saint-Bernard auf erlesene Weine und Alkohole und die Expansion von Bercy im Jahr 1910 verschafften letzterem einen Vorteil. Im Jahr 1930 fielen hier 70 % der Lagerung und der Weinausgänge an, verglichen mit 30 % auf dem Weinmarkt.

### Der Verfall
Bis in die 1960er-Jahre brachten Verschnitte (Cuvée) von zweifelhafter Qualität den Bercy-Weinhändlern ein Vermögen, die diese Art der Herstellung mit ihrem Presseorgan Moniteur vinicole populär machten. Doch der Verbraucher wurde immer anspruchsvoller und bevorzugte die Abfüllung in Flaschen beim Hersteller als Qualitätsgarantie. Es geht nicht mehr darum, einen Burgunder durch einen Côtes-du-Rhône zu verbessern oder seinen Grad durch algerischen Wein zu steigern. Nach einem Jahrhundert des Bestehens begann der Lagerhandel zu sinken.
Im Übrigen plante die Stadt Paris, dieses Gebiet, das in schlechtem Zustand in der Nähe des Stadtzentrums liegt (die Gebäude machen nur 44 % der Fläche aus), neu zu gestalten. Im Jahr 1964 wurden die Mietverträge nicht verlängert und Verbesserungs- oder Modernisierungsarbeiten verboten. Die größten und dynamischsten Unternehmen zogen in die Außenbezirke. Durch den Bau des Sportzentrums Bercy wurden 1979 8 Hektar entfernt. Die letzten dort verbliebenen Händler mussten das Gelände verlassen. Die letzten Keller, die 1993 zerstört wurden, waren die des Hofes Louis-Proust.

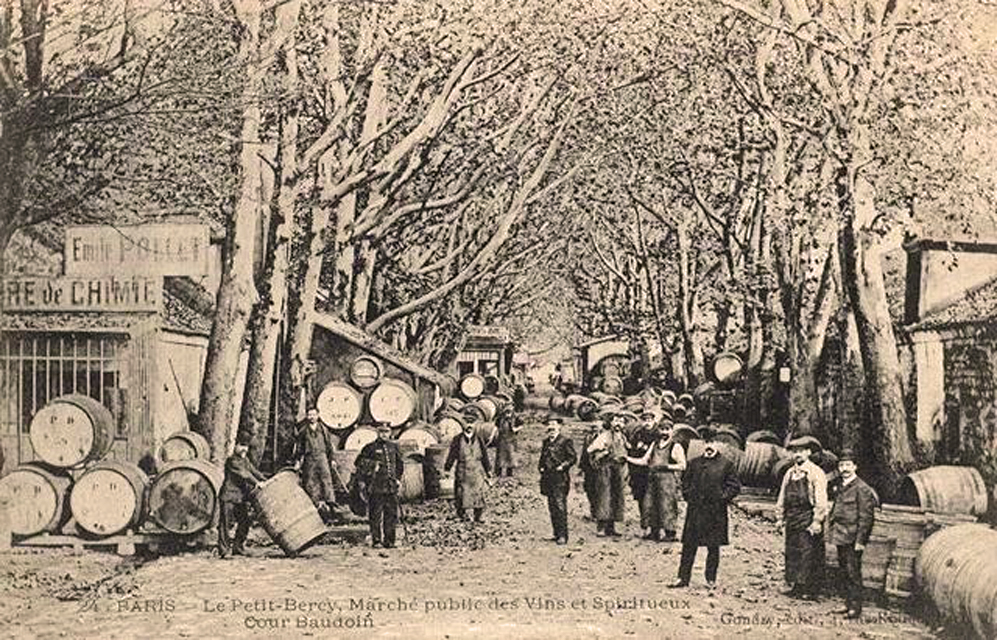
Le petit Bercy, öffentlicher Markt für Weine und Spirituosen.
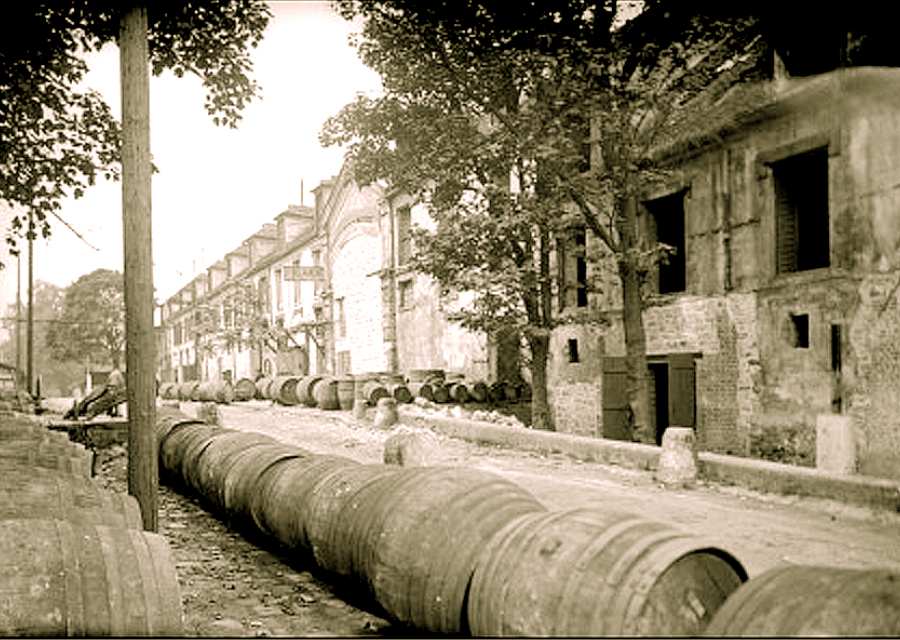
Le Grand Bercy, zu Beginn des 20. Jahrhunderts.
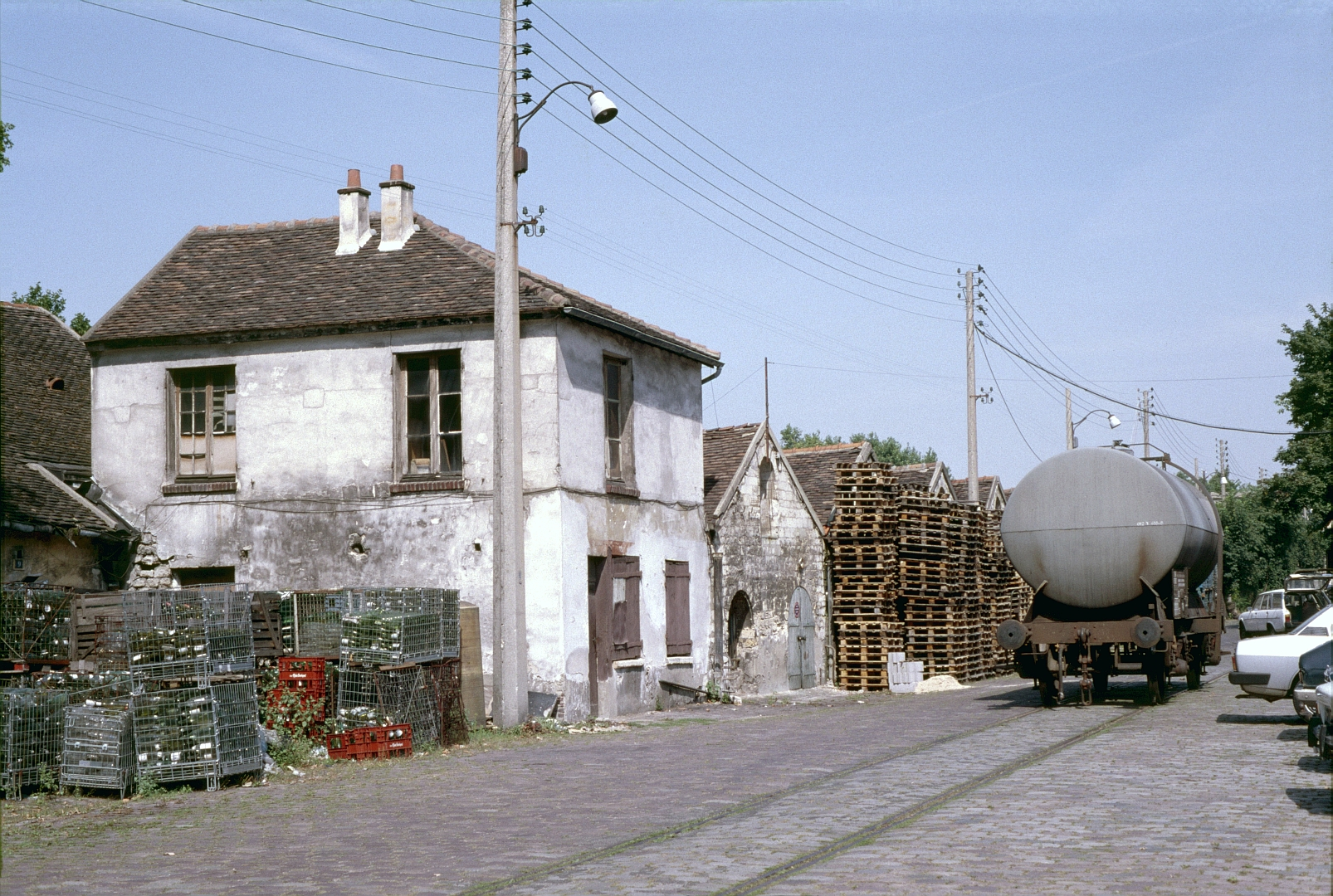
Die Lagerhäuser in Bercy, die 1985 noch in Betrieb waren.

### Neuordnung
Der Bereich der Lagerhallen wurde ab Anfang der 1980er Jahre mit dem Bau der Sportzentrums Bercy (1984) und dann des Ministeriums für Wirtschaft und Finanzen (1990) grundlegend umstrukturiert. Ende des 20. Jahrhunderts bedeutete die Umstrukturierung und Renovierung des Viertels den Todesstoß für die Lagerhäuser. Doch ihre Erinnerung lebt im Parc de Bercy weiter, der sie ersetzte und einige alte Pavillons bewahrt hat, Reste der Weinbauvergangenheit von Bercy sowie im Namen der U-Bahn-Station Cour Saint-Émilion.
Im Jahr 1985 wurden einige Keller in das Ergänzungsverzeichnis Monuments Historiques aufgenommen, darunter die Keller von Lheureux, in denen 1996 die Pavillons de Bercy-Musée des Arts Forains eröffnet wurden, ein kultureller Ort, der dem Erbe der darstellenden und Schaustellerkunst gewidmet ist. Die Architektur der alten Keller, die dem Viertel seine Identität gab, inspirierte im Jahr 2000 auch zur Gründung eines Einkaufszentrums, Bercy Village, mit seinen Geschäften und Terrassen. Östlich dieses Gebiets wurde rund um den Place des Vins-de-France ein Geschäftsviertel entwickelt. Die Rue Baron Le Roy beginnt am Place Lachambeaudie und endet in einer Sackgasse an der Avenue des Terroirs de France. Seinen Namen verdankt es Pierre Le Roy de Boiseaumarié (1890–1967), dem Erfinder der kontrollierten Herkunftsbezeichnungen (AOC). Seit Ende 2012 ist die Station Baron Le Roy der Linie 3a ( ) der Straßenbahn der Île-de-France in Betrieb  in Betrieb.

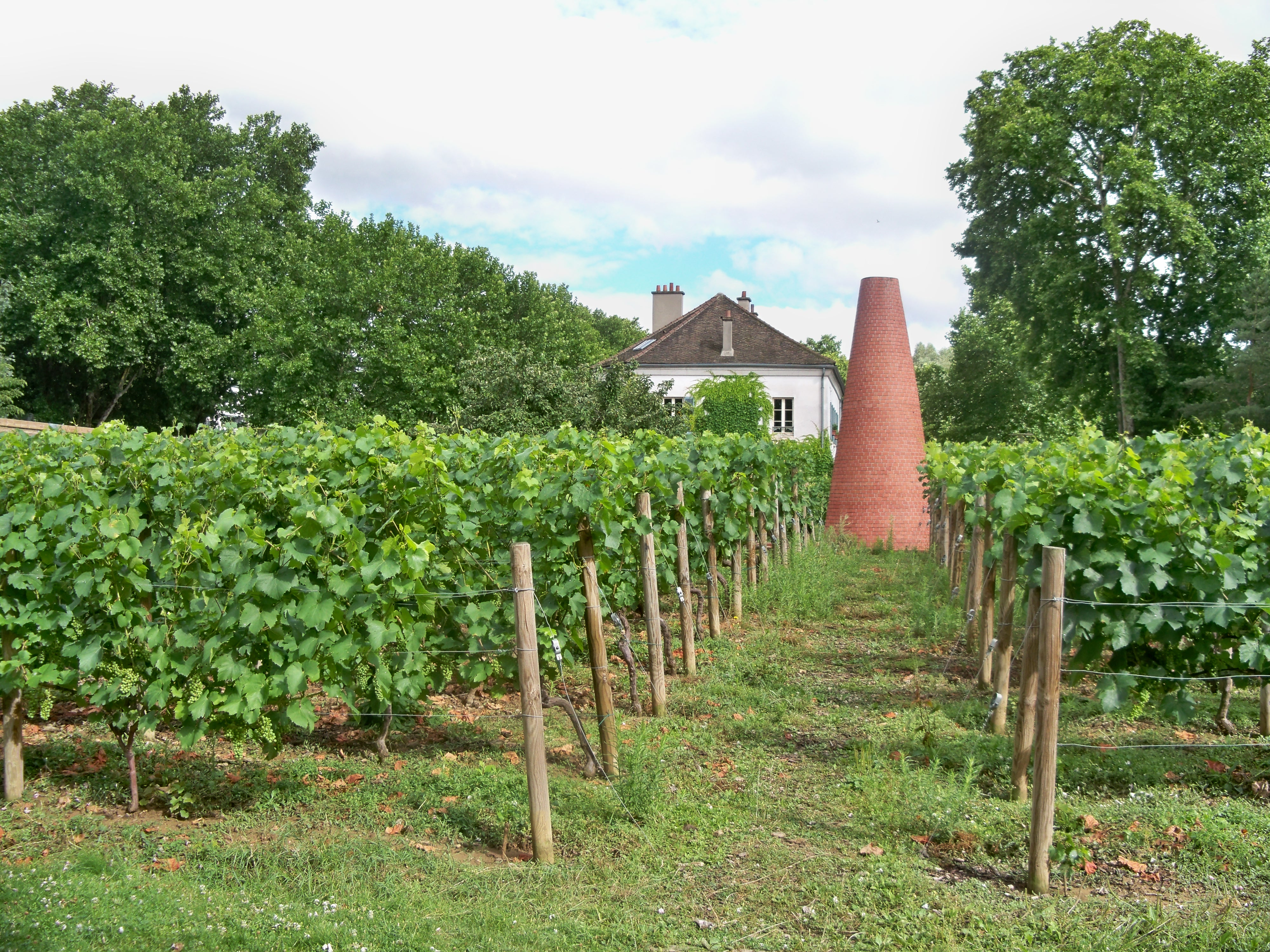
Weinberge im Parc de Bercy
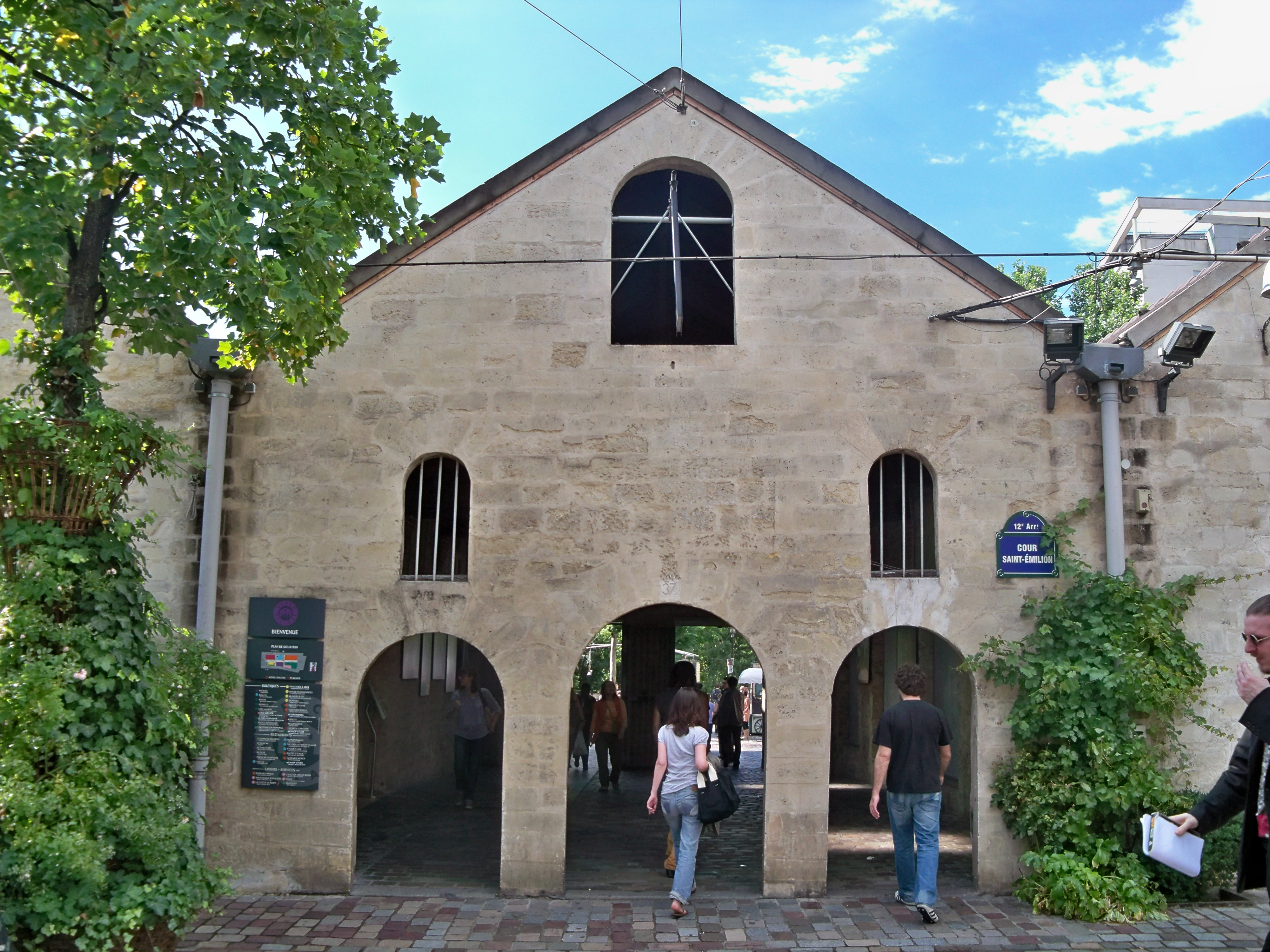
Cour Saint-Émilion[11] in Bercy Village

## Ergänzende Artikel
- Weinhandel
- Halle aux vins de Paris
- Cour Saint-Émilion (Bercy Village)
- Quartier de Bercy
- Vignoble d'Île-de-France
- Parc de Bercy